# 波赫丹尼夫卡 (梅利托波爾區)
46°44′32″N 35°54′54″E / 46.74222°N 35.91500°E
波赫丹尼夫卡（烏克蘭語：Богданівка）是位於烏克蘭東南部的村莊，由扎波羅熱州梅利托波爾區的普里亞速斯凱市鎮負責管轄。該村距離斯特羅加尼夫卡6公里，始建於1861年，面積1.82平方公里，海拔高度14米，2001年人口958。